# Семили
Семили (чеш. Semily) град је у Чешкој Републици. Семили је град управне јединице Либеречки крај, у оквиру којег је седиште засебног округа Семили.

## Географија
Семили се налази у северном делу Чешке републике. Град је удаљен од 115 км североисточно од главног града Прага, а од првог већег града, Либереца, 50 км југоисточно.
Град Семили се налази на северу историјске покрајине Бохемије. Град лежи на северу Средњочешке котлине, на приближно 340 м надморске висине. Северно од града издижу се планине Крконоше.

## Историја
Подручје Семилија било је насељено још у доба праисторије. Насеље под данашњим називом први пут се у писаним документима спомиње у 1352. године, а насеље је 1542. године добило градска права. Већ тада су град и околина били махом насељени Немцима.
Године 1919. Семили је постао део новоосноване Чехословачке. У време комунизма град је нагло индустријализован. После осамостаљења Чешке дошло је до опадања активности тешке индустрије и до проблема са преструктурирањем привреде.

## Становништво
Семили данас има око 9.000 становника и последњих година број становника у граду лагано расте. Поред Чеха у граду живе и Роми.

## Галерија
- Градска кућа
- "Обечни дом“ - стари хотел
- Црква св. Јована Крститеља
- Здање месног музеја